# Битка при Кана
Битката при Кана е една от най-важните битки на Римската република. Състои се в хода на Втората пуническа война, на 2 август 216 г. пр. Хр. в района на Апулия.
Там картагенският предводител Ханибал разбива римската войска с близо 26000 души по-малко. За първи път е постигнато пълно обкръжение на римската армия от три страни с пехота, и от една с конница. Загиват 60 000 римляни, докато загубите на Ханибал са само 6000 картагенци и келти.
Ханибал предпочел да използва тактика със слаб център и силни флангове, като разположил гали и ибери (испанци) в центъра, под формата на дъга, а по крилата – силни африкански части.
"46. На разсъмване, като изпратил напред балеарците и другите лековъоръжени войски, Ханибал преминал реката [Ауфид] и на същото място, където прехвърлил войските си през реката, построил в боен ред отделните поделения. На лявото крило близо до брега на реката той разположил срещу римската конница галските и испанските конници, а на дясното крило поставил нумидийските конници, при което центърът бил подкрепен с пехота, тъй че двете крила се състояли от африканци, а между тях били разположени галите и испанците.
Човек би могъл да сметне голяма част от африканците за римска войска, защото те били въоръжени с оръжието, отнето от римляните в битката при Требия, но главно с оръжието, пленено при Тразименското езеро. Галите и испанците имали щитове с почти една и съща форма, а мечовете им били различни. Мечовете на галите били дълги и накрая затъпени, а испанците, които имали обичай при нападение върху неприятеля по-скоро да колят, отколкото да секат, имали къси и пригодни за целта мечове. Тези племена обаче за разлика от другите [пуни и африканци] всявали страх както с грамадния си ръст, тъй и с цялата си външност. Галите се строявали голи до кръста, а испанците носели платнени туники, украсени с пурпурни краища, които блестели с чудната си белота. Броят на всички пехотинци, които тогава се намирали в строя, бил 40 000, а на конниците – 10 000 души. Хаздрубал командвал лявото крило, а Махарбал – дясното, докато начело на центъра стоял Ханибал заедно с брата си Магон. Независимо от това, дали войските били разположени нарочно или случайно, тъй, но слънчевите лъчи падали и върху едната, и върху другата страна косо, тъй като картагенците били обърнати с лице към север, а римляните към юг. Вятърът, наречен от жителите на тази област волтурн, духал право срещу римляните и като носел със себе си маса прах точно в лицата им, ги заслепявал. Като надали боен вик, спомагателните войски се втурнали в атака и отначало се завързало сражение между леко въоръжените сили. След това лявото крило, на което били разположени галските и испанските конници, се ударило с дясното крило на римляните, при което боят съвсем не приличал на конно сражение, понеже конниците трябвало да се сражават лице с лице, а не им оставало никакво свободно пространство да извършват необходимите обходни движения, тъй като от едната страна им преграждала пътя реката, а от другата страна – пехотата. По такъв начин движението на конницата и от двете страни се извършвало направо и конете, в края на краищата, се изблъскали един до друг и не могли да се мръднат напред, а бойците започнали да се счепкват и един друг да се смъкват от конете. Така сражението в по-голямата си част се превърнало в пехотно. То било обаче по-ожесточено, отколкото продължително, като сразената римска конница обърнала гръб. Към края на конното сражение се дигнали на бой пехотните части, като и двете страни отначало били равни по сила и по храброст, особено докато испанците и галите се държали здраво на местата си. Към края обаче след продължителни и многократни напори римляните успели със своя извит навътре боен строй да сломят издаващия се напред и отделящ се от останалите части във форма на клин неприятелски строй, който имал твърде малка дълбочина и затова бил особено неустойчив. След като битият противник се оттеглил ужасен назад, римляните започнали да напират срещу него и като си проправяли път през тълпата на ония, които бягали през глава, те проникнали наведнъж най-напред в средата на неприятелския фронт, а след това, като не срещнали никаква съпротива, стигнали и до спомагателните отряди и на африканците, които след оттеглянето на двете крила останали в центъра, значително издаден напред и зает по-рано от галите и испанците. Когато бойците, които образували тази клинообразна издаденост на фронта, били обърнати в бягство, фронтовата линия отначало се изправила, след това поради предишното отстъпление образувала една издаденост в средата. По тоя начин африканците, които се придвижили отстрана напред, могли да обкръжат със своите редици римляните, които непредпазливо нахлули в центъра на противника. Като разтеглили още повече крилата си във всички посоки, картагенците могли скоро да обкръжат своите неприятели и откъм тила. Сега римляните, след като завършили безуспешно една битка, трябвало да изоставят боя с галите и с испанците и да започнат нова битка, и то с африканците, която била неравна не само поради това, че в случая се сражавали уморени войски срещу един противник, чиито сили били свежи и бодри. Вече и на левия фланг на римляните, където стояли съюзническите конници срещу нумидийците, се завързало сражение, което отначало се развивало вляво и в което картагенците започнали да действат коварно. Около петстотин нумидийци, които освен обикновеното оръжие и стрели имали скрити под броните си мечове, преструвайки се на бегълци, с щитове на гърба си избягали от своите при римляните. Те наскачали изведнъж от конете си и като захвърлили в нозете на своите неприятели щитовете и стрелите си, били приети в центъра на техния боен ред. След това те били отведени в най-задните редици и получили заповед да се разположат в тила. Докато сражението се разпалило по целия фронт, те стояли спокойно; след като вниманието и погледите на всички обаче били съсредоточени в битката, нумидийците, като награбили щитовете, които се търкаляли навред между купищата от мъртви тела, нападнали римския отряд изотзад и поразявайки римляните в тил и прерязвайки техните коленни стави, им нанесли страшни загуби и произвели много голяма паника и смут в редовете им. По това време, когато на едно място изплашените римляни бягали, а на друго място кипяла отчаяна борба, макар и вече със слаба надежда за успех, Хаздрубал, който командвал оная част, изтеглил от центъра на строя нумидийците, тъй като те се сражавали вяло с разположените срещу тях римляни, и ги изпратил да преследват навред бягащите римляни, а испанските и галските конници прибавил към африканците, които вече почти изнемогвали не толкова от битката, колкото от избиването на неприятеля. На другата страна на бойното поле консулът Павел бил ранен тежко с прашка още в началото на сражението, но въпреки това начело със значителен отряд предприемал неведнъж контраатаки срещу Ханибал и на няколко места възстановил сражението. Римските конници го прикривали, а накрая слезли от конете си, тъй като консулът нямал сили да управлява даже коня си. Тогава разказват, че Ханибал, като получил известие, че консулът заповядал на конниците да се спешат, казал: „На мене би ми било по-приятно, ако той би ми ги предал вързани." Спешените конници се сражавали тъй, както хората се сражават, когато победата на неприятеля не подлежи на съмнение: победените предпочитали да умрат на мястото си, отколкото да бягат, а победителите, раздразнени от забавянето на победата, посичали ония, които те не могли да принудят да отстъпят. Когато обаче римляните останали съвсем малко и изнемогвали от изтощение и рани, тогава те били обърнати в бягство. След това всички се разпръснали и които могли, се стараели да намерят своите коне, за да бягат. Когато военният трибун Гней Лентул, минавайки яздещ на кон, видял окървавения консул да седи на един камък, казал:

„Боговете би трябвало да се погрижат за тебе, Луций Емилий, тъй като ти единствен си невинен само за днешното поражение. Вземи моя кон, докато имаш още сили, а аз, като те съпровождам, мога да те подигам и защитавам. Не допускай това сражение да бъде помрачено и от смъртта на консула: и без това има достатъчно много причини за сълзи и скръб."

На това консулът отговорил тъй:

„Благодаря ти Гней Корнелий, за твоята доблест, но не губи в напразно състрадание малкото време, което ти остава, за да можеш да се измъкнеш от ръцете на противника! Върви и извести на всички сенатори да укрепят Рим и да го осигурят със силни гарнизони, преди там да е стигнал победоносният противник. На Квинт Фабий предай специално, че Емилий живя и умря, помнейки неговите наставления, а на мене позволи да умра сред труповете на загиналите мои войници, за да не ми се наложи да бъда обвинен от консулите или да стана обвинител на колегата си и по такъв начин, като обвиня другия, да прикрия своята виновност."

Докато те водели този разговор, нахлула отначало тълпа от бягащи римляни, а след това неприятелите. Те обсипали консула със стрели, без да знаят кой е той, а сред бъркотията конят отнесъл Лентул. Тогава римляните се втурнали да бягат във всички посоки в пълен безпорядък. Седем хиляди души избягали в по-малкия лагер, десет хиляди – в големия, а почти две хиляди души – в самото село Кана. Тези последните били незабавно обкръжени от Карталон и неговите-конници, тъй като с. Кана не било защитено от никакви укрепления. Другият консул случайно или умишлено не се присъединил към никой от отрядите на бягащите, но с приблизително петдесет конници избягал във Венузия (гр. в Апулия). Казват, че били избити 45 000 пехотинци, 2700 конници и при това толкова римски граждани, колкото и съюзници."
В този ден Ханибал постига своя военно-стратегически шедьовър – най-великата победа над римската армия някога. Трябва обаче да се отчете факта, че всичките 50 000 картагенски воини са изпитани и опитни ветерани, повечето от които наемници, докато голяма част от 86 000 римляни са новобранци. Също така конницата на Ханибал е двойно по-голяма от римската, което се оказва от голямо значение в равнинната местност на битката.
След поредната голяма и най-съкрушителна победа, Ханибал очаквал римски пратеници, които да молят за мир, но това не се случило. Армията му минала в покрайнините на града, в който царял ужас и хаос, но картагенците нямали нужната подготовка за обсада и атака, поради натрупаната умора, липса на обсадни съоръжения и недостатъчна численост. В тези времена за успешно превземане на добре укрепен град какъвто бил Рим, макар и останал почти без защитници, било необходимо съотношение 3:1 в полза на нападателите. Този момент римляните нарекли Hannibal ad portas – „Ханибал пред портите“, а историците го определят като възлов, който можел да реши изхода на войната. В крайна сметка Капуа, самнити, лукани и брутии се отцепват. Римляните възобновяват отбранителната си политика (стратегия на изтощаването); След победата при Кана, Ханибал изпраща до Картаген малка, но особено ценна плячка-торба с пръстени взети от убитите аристократи край Кана, които брат му Магон изсипва пред суфета, като доказателство за триумфа на армията му и отправя искане да бъдат изпратени подкрепления, но безрезултатно. През зимата Ханибал разквартирува войските си в Кампания, но е принуден да се откаже от настъпателни действия поради недостатъчната подкрепа от Картаген.
Отказът за подкрепа от своите и невъзможността да нанесе решителен удар на противника до голяма степен определят по-нататъшния ход на кампанията. В следващите 14 години кампанията продължава с променлив успех, като римската република се възстановява постепенно от шока и помощта на добрата си дипломация връща отцепилите свои съюзници. Оттук нататък театъра на военните действия се пренася на африканска земя, където римската армия дебаркира близо до Картаген. Ханибал е отзован да се върне и да брани града в битката при Зама 202 г. пр.н.е.